# シャルロッテ・フォン・ベルギエン
シャルロッテ・フォン・ベルギエン（Charlotte von Belgien, 1840年6月7日 - 1927年1月19日）は、ベルギー国王レオポルド1世とその王妃ルイーズ＝マリーの第1王女。オーストリア大公・メキシコ皇帝マクシミリアンの妃。フランス語名はシャルロット・ド・ベルジック（Charlotte de Belgique）、スペイン語名はカルロータ・デ・ベルヒカ（Carlota de Bélgica）。
ベルギー国王レオポルド2世は兄で、その娘ステファニーがマクシミリアンの甥ルドルフ皇太子の妃となっている。

## 生涯

### 生い立ちと結婚

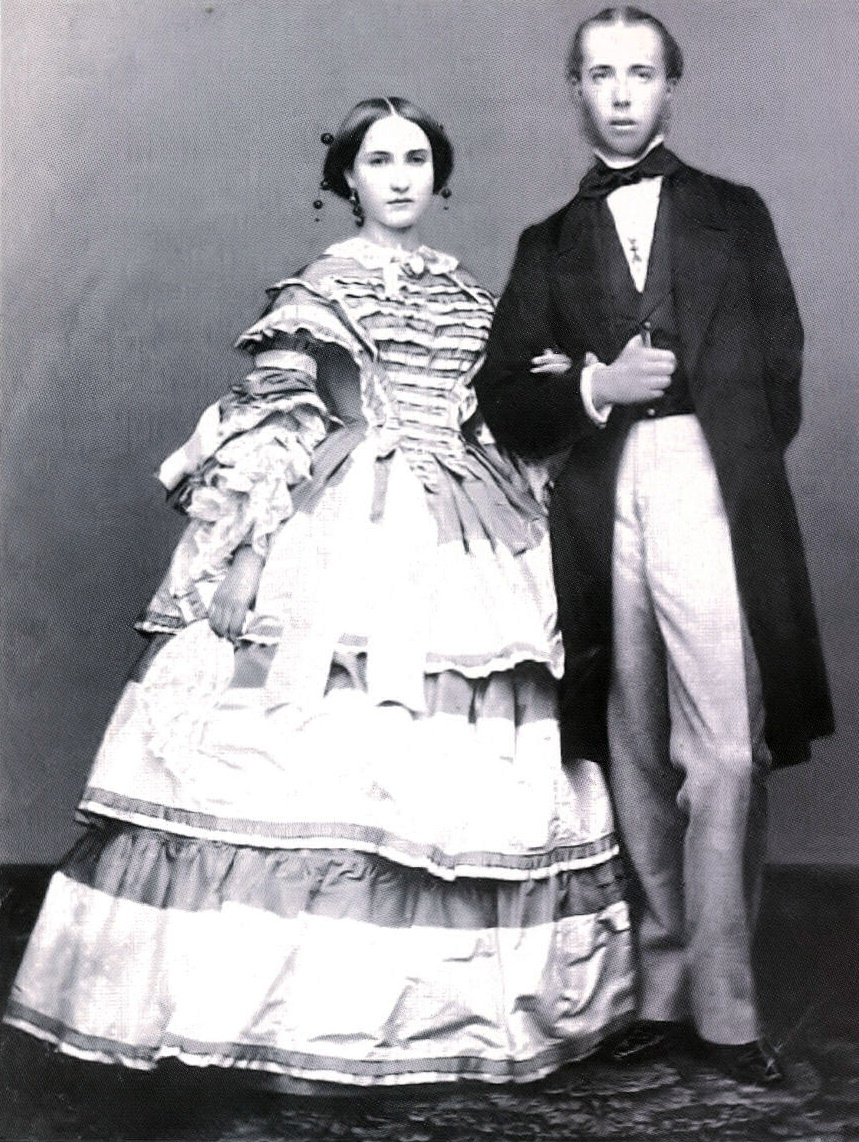
1857年、新婚の夫妻

レオポルド1世夫妻にとって唯一の王女であり、父王から溺愛され、気位が高く育つ。1848年、母方の祖父であるフランス国王ルイ・フィリップが2月革命により自ら退位したことは、シャルロッテの王位に対する価値観に多大な影響を与える。
1856年、シャルロッテ16歳のとき、オーストリア大公マクシミリアンが見合いも兼ねて欧州各国を歴訪。この際に縁談がまとまり、翌1857年7月27日、ブリュッセルにて結婚。ロンバルディア・ヴェネツィア総督に任命された夫ともにヴェネツィアへ赴く。しかし、すでに北イタリアにおけるハプスブルク家の支配力は弱まっており、市民からの人気が高いマクシミリアンを総督に据えることでその独立の機運を削ごうという、オーストリア皇帝フランツ・ヨーゼフ1世の意図による任命だった。マクシミリアンと、リベラルで知られるベルギー王家出身のシャルロッテは市民から歓迎されるが、事実上の実権はウィーンの皇帝のものであり、やがて総督夫妻は孤立していく。1859年4月19日、マクシミリアンの総督解任によりトリエステへの隠居を余儀なくされる。
イタリア情勢の悪化と、皇帝とマクシミリアン兄弟の不和もあって、皇太后ゾフィーは皇帝夫妻とマクシミリアン夫妻とともに静養させるが、ここでシャルロッテは、バイエルン王家の傍流に過ぎない皇后エリーザベトに対して激しい嫉妬心を燃やし、王女であるのに皇后ではなく大公妃という身分である事に強い不満を感じていた。この後、マクシミリアンはミラマーレ城建築に精力を注ぐ。

### メキシコ皇后カルロータとして

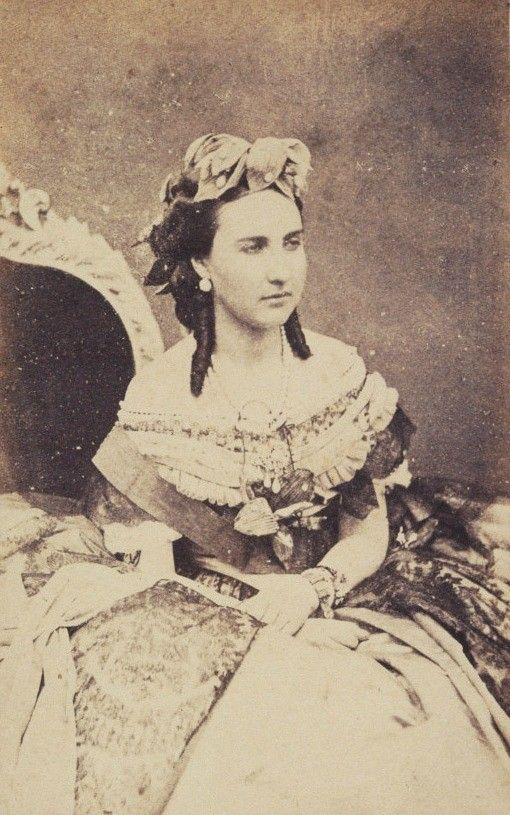
皇后として

1861年、メキシコにベニート・フアレス政権が成立したことにより、英西仏によるメキシコ出兵（干渉）が行われた。欧州列強は、新大陸に対する影響力を保持するため、君主国を樹立させようとする。白羽の矢が立ったのがマクシミリアンであり、シャルロッテは皇后となることに狂喜した。
1863年10月3日、マクシミリアンが皇帝即位を受諾。1864年4月10日、ミラマーレ城にて即位。4月18日、夫妻はトリエステからメキシコへ向かった。皇帝夫妻はメキシコシティのチャプルテペク城に居を構える。夫婦仲は円満であったが子供はなく、メキシコ第一帝政期の皇帝であったアグスティン・デ・イトゥルビデの孫2人を養子とする。しかし、皇帝とはいえフランス皇帝ナポレオン3世の傀儡にしか過ぎず、1866年1月15日、ナポレオン3世がメキシコ駐留フランス軍の引き揚げを決定すると、臨時大統領ベニート・フアレスの指揮する抵抗運動に押され苦境に陥る。シャルロッテの父レオポルド1世の崩御、普墺戦争の勃発もあり、欧州からの支援は絶望的となった。
退位の意思を示し始めたマクシミリアンに対し、シャルロッテは祖父ルイ・フィリップを引き合いに断固として反対し、同年6月9日、支援を求めてヨーロッパに渡った。パリではナポレオン3世の説得にあたり、バチカンではローマ教皇ピウス9世に謁見するが、いずれも失敗。シャルロッテは次第にパラノイアの症状を呈しはじめ、兄フィリップは精神科医にシャルロットを診察させる。精神科医は彼女の発狂を宣告、シャルロッテはミラマーレ城に幽閉される。10月にはこの事実がメキシコのマクシミリアンに伝えられた。
1867年、夫マクシミリアンがフアレスの臨時政府軍に捕えられ、銃殺刑となる。なお、マクシミリアンは死刑直前にシャルロッテ逝去の誤報を受け取っていた。

### 晩年
シャルロッテは故国ベルギーに戻り、ブリュッセル近郊の小さな町、メイゼのバウハウト城に幽閉されたまま長い余生を送る。第一次大戦中、城の周囲はドイツ軍に占領されたが、城自体にドイツ軍が侵入することはなかった。オーストリアはドイツの同盟国であり、シャルロッテはオーストリア皇帝の義理の妹にあたるからである。
シャルロッテは、自分はまだメキシコの皇后であり、夫マクシミリアンはまだ生きていてすぐに帰ってくると信じていた。彼女はいつも「マックス」と名付けられた小さな人形と一緒に寝ていたと言われている。
シャルロッテは1927年1月19日、精神を病んだまま86歳で死去した。

## 系譜
| シャルロッテ | 父: レオポルド1世 (ベルギー王) | 祖父: フランツ                      | 曽祖父: エルンスト・フリードリヒ (ザクセン＝コーブルク＝ザールフェルト公) |
| シャルロッテ | 父: レオポルド1世 (ベルギー王) | 祖父: フランツ                      | 曽祖母: ゾフィー (ブラウンシュヴァイク＝ヴォルフェンビュッテル公女)       |
| シャルロッテ | 父: レオポルド1世 (ベルギー王) | 祖母: アウグステ                    | 曽祖父: ハインリヒ24世 (ロイス＝エーベルスドルフ伯)                       |
| シャルロッテ | 父: レオポルド1世 (ベルギー王) | 祖母: アウグステ                    | 曽祖母: カロリーネ (エルバッハ＝シェーンベルク侯女)                       |
| シャルロッテ | 母: ルイーズ＝マリー           | 祖父: ルイ・フィリップ (フランス王) | 曽祖父: ルイ・フィリップ2世 (オルレアン公)                                |
| シャルロッテ | 母: ルイーズ＝マリー           | 祖父: ルイ・フィリップ (フランス王) | 曽祖母: ルイーズ・マリー                                                  |
| シャルロッテ | 母: ルイーズ＝マリー           | 祖母: マリー・アメリー              | 曽祖父: フェルディナンド1世 (両シチリア王)                                |
| シャルロッテ | 母: ルイーズ＝マリー           | 祖母: マリー・アメリー              | 曽祖母: マリア・カロリーネ[1]                                             |

[1]のマリア・カロリーネは、女帝マリア・テレジアの娘。